# عمران بن عيينة
 عِمْران بن عُيَيْنَة بْن أَبي عِمْران الهلالي، أَبُو الحسن الكوفي مُحدث، وأخو سفيان بن عيينة وإخوته، وهو مولى بَنِي هلال، تُوفي سنة تسع وتسعين ومائة في خلافة المأمون.

## روايته للحديث النبوي
- روى عن: أشعث بن سوار الكندي، وإسماعيل بن أبي خالد البجلي، وإسماعيل بن أمية الأموي، والحسن بن عبيد الله النخعي، والحصين بن عبد الرحمن السلمي، وسفيان الثوري، وشعبة بن الحجاج العتكي، وعبد العزيز بن أبي رواد المكي، وعبد الملك بن عمير اللخمي، وعطاء بن السائب الثقفي، والليث بن أبي سليم القرشي، ومسعر بن كدام العامري، ومسلم بن سالم الجهني، ويزيد بن أبي زياد الهاشمي.[5]
- روى عنه: إسحاق بن إبراهيم الشهيدي، وخلف بن خليفة الأشجعي، وزيد بن المبارك اليماني، وسفيان بن عيينة الهلالي، وسفيان بن وكيع الرؤاسي، وسهل بن عثمان الكندي، وعبد الله بن سعيد الكندي، وعبد الله بن عمر القرشي، وعمرو بن علي الفلاس، وقتيبة بن سعيد الثقفي، ومحمد بن أبي بكر المقدمي، ومحمد بن طريف بن خليفة، ومحمد بن عباد المكي، ومحمد بن عبد الأعلى القيسي، ومحمد بن موسى الحرشي، ويعقوب بن كاسب المدني، وإبراهيم بن يوسف الحضرمي، والحسن بن سهل الجعفري، وزيد بن الحرشي الأهوازي، ومحمد بن السري العسقلاني، وعبدوس بن بشر الرازي، والحسن بن سهل الحناط، ويحيى بن محمد الختلي، وعبد السلام بن عمر الجني، وعبدوس بن بشر الرازي، وهارون بن عيسى القرشي.[5]

## أقوال العلماء فيه
أقوال العلماء فيه:
- قال أبو بكر البزار: «ليس به بأس».
- قال أبو جعفر العقيلي: «في حديثه وهم وخطأ».
- قال أبو حاتم الرازي: «لا يحتج بحديثه فإنه يأتي بالمناكير».[6]
- قال أبو دواد السجستاني: «صالح».
- قال أبو زرعة الرازي: «صالح الحديث»، وقال مرة: «ضعيف الحديث».
- قال أحمد بن صالح الجيلي: «صدوق».
- قال أحمد بن صالح المصري: «صدوق».
- قال ابن حجر العسقلاني: «صدوق له أوهام».
- قال الذهبي: «صالح».
- قال مصنفوا تحرير تقريب التهذيب: «ضعيف يعتبر به».
- قال يحيى بن معين: «صالح الحديث»، ومرة قال: «ليس بشئ، ضعيف».